# Marxismo occidentale
Il marxismo occidentale è una corrente della filosofia marxista derivante dall'Europa occidentale e centrale all'indomani della rivoluzione del 1917 in Russia e dell'ascesa del leninismo. Il termine indica una vasta raccolta di teorici che hanno avanzato un'interpretazione del marxismo distinta sia dalle correnti classica e ortodossa che dal marxismo-leninismo dell'Unione Sovietica.
Meno interessato all'analisi economica rispetto alle precedenti scuole di pensiero marxista, il marxismo occidentale ha posto maggiore enfasi sullo studio delle tendenze culturali della società capitalista, dispiegando gli aspetti più filosofici e soggettivi del marxismo e incorporando approcci non marxisti all'indagine sulla cultura e sullo sviluppo storico. Un tema importante sono le origini del pensiero di Karl Marx nella filosofia di Georg Wilhelm Friedrich Hegel (per cui a volte viene chiamato marxismo hegeliano), e il recupero di ciò che essi chiamavano "Giovane Marx" (le prime opere più umanistiche di Marx). Sebbene le prime figure come György Lukács e Antonio Gramsci abbiano avuto un ruolo di primo piano nelle attività politiche, Perry Anderson a metà degli anni 1970 caratterizzò il marxismo occidentale sviluppato dopo la seconda guerra mondiale come riserva principalmente del mondo accademico. Personaggi di spicco comprendevano Walter Benjamin, Theodor W. Adorno, Max Horkheimer, Herbert Marcuse e Galvano della Volpe.
Dagli anni 1960, il concetto è stato strettamente associato alla New Left (Nuova Sinistra). Mentre molti marxisti occidentali aderivano all'umanesimo marxista, il termine comprende anche figure e scuole di pensiero fortemente critiche nei confronti dell'hegelismo e dell'umanesimo, come i marxisti strutturali Louis Althusser e Nicos Poulantzas.

## Terminologia
La frase Marxismo occidentale fu usata per la prima volta in modo sprezzante dalla Terza Internazionale nel 1923. Maurice Merleau-Ponty riappropriò e rese popolare il termine con il suo libro Le avventure della dialettica nel 1955. Merleau-Ponty delineò un corpo di Marxismo pensato a partire da György Lukács che differisce sia dall'interpretazione sovietica del marxismo che dal precedente marxismo della Seconda Internazionale.

## Storia ed elementi distintivi
Sebbene ci siano state molte scuole di pensiero marxista che sono nettamente distinte dal marxismo-leninismo, come l'austromarxismo o la sinistra comunista olandese di Anton Pannekoek e Herman Gorter, i teorici che minimizzano il primato dell'analisi economica sono considerati marxisti occidentali. Laddove la base dell'economia capitalista è al centro dei precedenti marxisti, i marxisti occidentali si concentrano sui problemi delle sovrastrutture, mentre enfatizzano la cultura, la filosofia e l'arte.
Perry Anderson osservò che la tradizione è nata dal fallimento delle rivoluzioni proletarie in varie società capitaliste avanzate nell'Europa occidentale - Germania, Austria, Ungheria e Italia - a seguito della prima guerra mondiale. Sostiene che il marxismo occidentale è un sintomo di un divorzio tra teoria socialista e pratica della classe operaia derivante dalla sconfitta e dalla stagnazione della classe operaia occidentale dopo il 1920.
Il marxismo occidentale iniziò nel 1923 con la pubblicazione della storia e della coscienza di classe di György Lukács e del marxismo e della filosofia di Karl Korsch. In questi libri, Lukács e Korsch propongono un marxismo che sottolinea le basi hegeliane del pensiero di Karl Marx. Il marxismo non è semplicemente una teoria dell'economia politica che migliora i suoi predecessori borghesi. Né è una sociologia scientifica, simile alle scienze naturali. Il marxismo è principalmente una critica - una trasformazione autocosciente della società. Il marxismo non rende la filosofia obsoleta, come crede il volgare marxismo; Il marxismo conserva le verità della filosofia fino alla loro trasformazione rivoluzionaria in realtà.
Il loro lavoro fu accolto con ostilità dalla Terza Internazionale, che vide il marxismo come una scienza universale di storia e natura. Tuttavia, questo stile di marxismo fu ripreso dalla scuola tedesca di Francoforte negli anni 1930. I quaderni del carcere del comunista italiano Antonio Gramsci, scritti in questo periodo ma non pubblicati fino a molto tempo dopo, sono anche classificati come appartenenti al marxismo occidentale. Ernst Bloch è una figura contemporanea che talvolta viene anche giudicata uno dei padri fondatori del marxismo occidentale.
Dopo la seconda guerra mondiale, un marxismo occidentale francese fu costituito da teorici basati sulle riviste Arguments, Les Temps Modernes e Socialisme ou Barbarie come Lucien Goldmann, Henri Lefebvre, Maurice Merleau-Ponty e Jean-Paul Sartre. Un aspetto che ha segnato questa successiva generazione di marxisti occidentali era che erano accademici straordinariamente professionali e spesso professori di filosofia.
Il marxismo occidentale sottolinea spesso l'importanza dello studio della cultura, della coscienza di classe e della soggettività per un'adeguata comprensione marxista della società. I marxisti occidentali hanno quindi teso ad utilizzare pesantemente le teorie di Marx sul feticismo delle merci, l'ideologia e l'alienazione e le hanno elaborate con nuovi concetti come la reificazione e l'egemonia culturale.
L'impegno con i sistemi di pensiero non marxisti è una caratteristica che distingue il marxismo occidentale dalle scuole del marxismo che lo hanno preceduto. Molti marxisti occidentali hanno attinto dalla psicoanalisi per chiarire l'effetto della cultura sulla coscienza individuale. Inoltre, concetti tratti dalla lebensphilosophie tedesca, dalla sociologia weberiana, dalla psicologia piagetiana, dalla filosofia della scienza francese, dalla fenomenologia e dall'esistenzialismo sono stati tutti assimilati e criticati dai marxisti occidentali.
I principi epistemologici del marxismo (cioè la teoria della conoscenza che sta alla base del pensiero di Marx) sono un tema importante per il marxismo occidentale. A questo proposito, i marxisti occidentali denigrano i contributi teorici dell'Anti-Dühring di Friedrich Engels come una distorsione di Marx. Engels promuove una visione della dialettica come legge universale e scientifica della natura, ma per i marxisti occidentali, il marxismo non è una scienza generale. Considerano il marxismo solo una teoria della struttura culturale e storica della società.
Molti marxisti occidentali credono che la chiave filosofica del marxismo si trovi nelle opere del giovane Marx, dove i suoi incontri con Hegel, i giovani hegeliani e Ludwig Feuerbach rivelano quello che vedono come il nucleo umanista della teoria marxista. Tuttavia, il marxismo strutturale di Louis Althusser, che tenta di eliminare il marxismo dell'egelismo e dell'umanesimo, appartiene anche al marxismo occidentale, così come il marxismo antiegeliano di Galvano della Volpe. Althusser sostiene che il principale antecedente filosofico di Marx non è Hegel o Feuerbach ma Baruch Spinoza. Della Volpe afferma che Jean-Jacques Rousseau è un precursore decisivo di Marx, mentre Lucio Colletti, allievo di della Volpe, ritiene che il vero predecessore filosofico di Marx sia Immanuel Kant.

## Impegni politici
Mentre il marxismo occidentale è spesso in contrasto con il marxismo dell'Unione Sovietica, i marxisti occidentali sono stati divisi nella loro opinione su di esso e su altri stati marxisti-leninisti. Alcuni hanno offerto un supporto qualificato, altri ne sono stati fortemente critici e altri hanno ancora mantenuto la prima posizione in un determinato momento e la seconda in un altro: Lukács, Gramsci e della Volpe erano membri di partiti allineati ai Soviet; Korsch, Herbert Marcuse e Guy Debord erano nemici del comunismo sovietico e invece sostenevano il comunismo del consiglio; Sartre, Merleau-Ponty, Althusser e Lefebvre furono, in diversi periodi, sostenitori del Partito Comunista Francese di allineamento sovietico, ma in seguito tutti ne rimasero delusi; Ernst Bloch visse e sostenne il blocco orientale, ma perse la fiducia nel comunismo sovietico verso la fine della sua vita. Il maoismo e il trotskismo influenzarono anche il marxismo occidentale. Nicos Poulantzas, in seguito marxista occidentale, fu un sostenitore dell'eurocomunismo.

## Elenco dei marxisti occidentali
- Louis Althusser
- Gruppo per argomenti
  - Kostas Axelos
  - François Châtelet
  - Jean Duvignaud
  - Pierre Fougeyrollas
  - Joseph Gabel
  - Henri Lefebvre
  - Edgar Morin
- Walter Benjamin
- Daniel Bensaïd
- Marshall Berman
- Ernst Bloch
- Bertolt Brecht
- Lucio Colletti
- Guy Debord
- Galvano della Volpe
- Scuola di Francoforte
  - Theodor W. Adorno
  - Erich Fromm
  - Jürgen Habermas
  - Max Horkheimer
  - Leo Löwenthal
  - Herbert Marcuse
  - Alfred Schmidt
- Lucien Goldmann
- André Gorz
- Antonio Gramsci
- Franz Jakubowski
- Fredric Jameson
- Alexandre Kojève
- Leo Kofler
- Karl Korsch
- György Lukács
- Maurice Merleau-Ponty
- Antonio Negri
- Georges Politzer
- Moishe Postone
- Nicos Poulantzas
- Wilhelm Reich
- Jean-Paul Sartre
- Socialisme ou Barbarie
  - Cornelius Castoriadis
  - Claude Lefort
- Alfred Sohn-Rethel
- Adolfo Sánchez Vázquez
- Jean-Marie Vincent